# Varberg Station
Varbergs station, er en svensk jernbanestation i Varberg på Västkustbanan, og er endestation på Viskadalsbanan (Varberg - Borås). Stationen trafikeres af SJ og Veolia Transport.

## Trafik
Det primære togsystem til/fra Varberg Station er Øresundstog. De kører mellem Göteborg og Østerport, via bl.a. Halmstad, Ängelholm, Helsingborg, Malmö og Kastrup. Fra Varberg, kører der endvidere regionaltog mellem Varberg, Borås og Uddevalla, drevet af Västtrafik.
| Foregående station    |  | Veolia              |  | Efterfølgende station    |
| --------------------- |  | ------------------- |  | ------------------------ |
| Falkenbergmod Malmö C |  | ÖresundstågGöteborg |  | Kungsbackamod Göteborg C |

| Jernbane | Spire Denne jernbaneartikel er en spire som bør udbygges. Du er velkommen til at hjælpe Wikipedia ved at udvide den. |

57°6′33.7″N 12°14′55.88″Ø / 57.109361°N 12.2488556°Ø